# ترابیتس
ترابیتس (به آلمانی: Trabitz) یک شهر در آلمان است که در نویشتادت ان در والدناب واقع شده‌است. ترابیتس ۱٬۳۹۰ نفر جمعیت دارد.